# Mania (álbum de Menudo)
Mania é o décimo quinto álbum da boy band Menudo e o primeiro álbum em português do grupo. O lançamento ocorreu pela gravadora brasileira Som Livre, em 1984. Consiste em uma seleção de faixas provenientes de quatro álbuns anteriores, originalmente lançados em espanhol traduzidas para a português, a saber: Quiero ser (1981), Por amor (1982), Una aventura llamada Menudo (1982) e A todo rock (1983).
Compõem o projeto os integrantes Ricky Meléndez, Charlie Massó, Ray Reyes, Roy Rosselló e Robbi Rosa. Convém salientar que este foi o último álbum em que Ricky Meléndez participou como membro do Menudo, encerrando uma trajetória de sete anos junto ao grupo. Ele foi o último membro original a deixar a formação, cedendo seu lugar posteriormente a Ricky Martin.
Do ponto de vista das vendas, Mania obteve sucesso, ultrapassando a marca de um milhão e meio de cópias comercializadas no Brasil, tornando-se o melhor desempenho de um fonograma do Menudo no país.

## Antecedentes e contexto
Em 1983, o grupo Menudo assinou um contrato de seis anos (para o lançamento de 12 LPs) com a gravadora RCA Records, que foi fechado por uma cifra multimilionária à altura de artistas como Kenny Rogers e Diana Ross. A campanha por trás do primeiro álbum em inglês lançado Reaching Out (1984), fazia parte de um esforço da gravadora para expandir os negócios além do sul de sua fronteira, incluindo em países como o Brasil.
Com a boa repercussão do álbum Reaching Out, a gravadora Som Livre tratou de elaborar um álbum em português, para ampliar o mercado do conjunto no país. O quinteto chegou em terras brasileiras em meio ao auge do rock, que ganhava espaço sobre ritmos tradicionais como o samba. Com rádios e artistas adaptando-se ao gênero e eventos marcantes como o Rock in Rio, o cenário era ideal para novidades musicais.

## Produção e gravação
O álbum foi uma produção da Padosa America, sob a direção e produção de Edgardo Díaz, com produção executiva em português de Carlos Colla. Os arranjos e regências ficaram a cargo de Alejandro Monroy e Carlos Villa. A gravação e mixagem ocorreram no estúdio Kirios, em Madrid, na Espanha, tendo como engenheiro de gravação Carlos M. Wensell. Todo o trabalho foi mixado no sistema digital.
As fotografias utilizadas na capa e contracapa foram realizadas por Rio Hernandez, e os equipamentos esportivos utilizados foram cortesia de Playero, em Porto Rico.

## Repertório
Caracterizado, em essência, como um álbum de compilação, que traz os principais êxitos gravados pelo conjunto em seus álbuns anteriores, Mania apresenta um número diversificado de faixas, entre as quais se destaca a canção de maior notoriedade no Brasil, intitulada "Não se Reprima".
A lista de faixas inclui dez canções que são versões em português de composições originais em espanhol, extraídas de quatro álbuns do grupo. Do álbum Quiero ser (1981), foram versionadas as músicas: "Quiero ser" ("Quero Ser"), "Súbete a mi moto" ("Sobe em Minha Moto") e "Rock en la TV" ("Rock na TV"). Do álbum Por amor (1982), foram incluídas "Dulces besos" ("Doces Beijos") e "Quiero rock" ("Quero Rock"). Já do álbum Una aventura llamada Menudo (1982), foi adaptada "Cámbiale las pilas" ("Troque suas Pilhas"). Por fim, do álbum A todo rock (1983), aparecem as faixas "Indianápolis", "Todo va bien" ("Tudo Vai Bem"), "Si tú no estás" ("Se tu Não Estás") e a já mencionada "No te reprimas" ("Não se Reprima").

## Divulgação
Em 25 de julho de 1984, o grupo Menudo visitou o Brasil para promover seu trabalho, permanecendo por dez dias no país. Durante a estadia, ficaram hospedados no Caesar Park Hotel e marcaram presença em diversos programas da televisão brasileira, embora não tenham realizado shows nesse período. Entre as aparições, destacam-se participações no Cassino do Chacrinha, Globo de Ouro e  Balão Mágico, todos da TV Globo. No Viva a Noite, exibido pela TVS, os artistas apareceram montados em bicicletas no quadro "Sonho Maluco". Na Record se apresentaram no Programa Raul Gil, no quadro "Cartas e Cartazes", e também no Programa Barros de Alencar. Na Band participaram do Programa J. Silvestre.
O sucesso do grupo foi substancial, o que fez com que Silvio Santos comprasse um pacote de programas que o grupo apresentava em Porto Rico para exibição no canal. Os programas chegaram a ser exibidos na emissora dublados, mas por recomendação do empresário do grupo, se voltassem a programação teriam de ser legendados ou em tradução simultânea. Na época, comentou-se que a dublagem foi considerada de má qualidade.
Em 19 de outubro de 1984, a TV Globo exibiu um programa intitulado Menudo Especial, que apresentou performances dos maiores sucessos do conjunto, além de trechos do II Festival Internacional do Menudo, realizado em agosto de 1984, em Porto Rico. A Band também produziu um especial de televisão, reforçando a popularidade do grupo no país. Em novembro, a TV Brasília começou a exibição de 26 episódios inéditos do programa do Menudo, cada um com 30 minutos de duração.

## Singles
"Não se Reprima" foi lançada como o primeiro single do álbum, e traz no seu compacto simples a faixa "Se tu Não Estás" como lado B. A música é uma versão de "No te reprimas", do álbum A todo rock, de 1983. No Brasil, tornou-se um sucesso, alcançando o primeiro lugar por duas semanas como a canção mais executada, de acordo com a Nelson Oliveira Pesquisa e Estudo de Mercado (Nopem). O grupo foi condecorado com um disco de diamante pelas vendas do compacto, ao atingir 1 milhão de cópias, e a canção foi incluída na set list dos primeiros shows do grupo em solo brasileiro em 1985, sendo a última a ser cantada.
"Quero Ser" foi lançada como segundo single, e o compacto simples traz como lado B a faixa "Doces Beijos". Trata-se de uma versão em português da canção "Quiero ser", do álbum homônimo lançado em 1981. O compacto atingiu a posição de número 1 no Brasil, e ganhou um disco de diamante.

## Recepção crítica
O álbum foi indicado na seção de lançamentos da semana, da revista Manchete. O crítico o considerou uma "alegre brincadeira" e findou dizendo: "consome quem quer".

## Desempenho comercial
Comercialmente, obteve sucesso. Na lista semanal de álbuns mais vendidos no Brasil, auditada pela Nopem, atingiu a primeira posição. Na mesma lista apareceu na posição de número cinco como o álbum mais vendido no ano de 1984.
Do ponto de vista das vendas, Mania obteve um desempenho notável, estabelecendo-se como o mais bem-sucedido comercialmente do Menudo e um marco distintivo na fase de apogeu da banda. Em agosto de 1984, já estava elegível a um disco de ouro. Em outubro, 300 mil cópias do disco haviam sido vendidas. Em abril de 1985, já tinha vendido 1,2 milhões de cópias no país. As vendas totais são de mais de 1,5 milhões de cópias em terras brasileiras.

## Lista de faixas
Créditos adaptados do encarte do álbum Mania, de 1984.
| N.º            | Título               | Compositor(es)                           | Intérprete     | Duração |  |
| 1.             | "Não Se Reprima"     | C. Villa, A. Monroy, E. Díaz, C. Colla   | Charlie Massó  | 3:04    |  |
| 2.             | "Quero Ser"          | E. Díaz, P. Soto, C. Colla               | Ray Reyes      | 3:19    |  |
| 3.             | "Rock Na TV"         | E. Díaz, C. Villa, C. Rabello            | Robby Rosa     | 2:45    |  |
| 4.             | "Sobe em Minha Moto" | E. Díaz, C. Villa, C. Colla              | Ricky Meléndez | 3:36    |  |
| 5.             | "Tudo Vai Bem"       | C. Villa, A. Monroy, C. Colla            | Charlie Massó  | 3:09    |  |
| 6.             | "Doces Beijos"       | J. Seijas, C. Villa, A. Monroy, C. Colla | Robby Rosa     | 3:33    |  |
| 7.             | "Indianápolis"       | C. Villa, A. Monroy, E. Díaz, C. Colla   | Charlie Massó  | 3:33    |  |
| 8.             | "Se Tu Não Estás"    | C. Villa, A. Monroy, E. Díaz, Miguel P.  | Robby Rosa     | 4:26    |  |
| 9.             | "Troque Suas Pilhas" | A. Monroy, C. Villa, C. Rabello          | Ricky Meléndez | 3:30    |  |
| 10.            | "Quero Rock"         | J. Seijas, C. Villa, A. Monroy, C. Colla | Robby Rosa     | 2:41    |  |
| Duração total: | Duração total:       | Duração total:                           | Duração total: | 33:36   |  |

## Tabelas
| Tabela musical (1984) | Posição |
| --------------------- | ------- |
| Brasil (Nopem)        | 1       |

| Tabela musical (1984) | Posição |
| --------------------- | ------- |
| Brasil (Nopem)        | 5       |

## Certificações e vendas
| Região | Certificação | Vendas estimadas |
| ------ | ------------ | ---------------- |
| Brasil | Ouro         | 1,500,000        |